# Leenaun
Leenaun o Leenane (gaelico irlandese: An Lionán) è un piccolo villaggio della Contea di Galway, nella Repubblica d'Irlanda.
Considerato il Gateway del nord per entrare nel Connemara, in quanto è vicinissimo al confine con la Contea di Mayo, il villaggio è famoso soprattutto per la posizione geografica dove è posto, ovvero la fine della Killary harbour, un fiordo lungo più di 16 chilometri e profondo al centro anche 45 metri, l'unico in Irlanda. Le sponde del fiordo fanno parte della contea del Mayo quella settentrionale, e di quella di Galway quella meridionale: nella prima è presente anche il monte Mweelrea, il più alto di tutta la provincia del Connacht (817 metri).
Altissima la presenza di mitili, coltivati anche in gran quantità dagli abitanti di Leenaun e delle zone limitrofe.
A Leenaun si incontrano tre strade che portano a tre località principali dell'isola, ovvero Westport, Clifden e Maum. Il centro del resto è attraversato dalla Western Way Long-distance trail.
Spesso visitato dai turisti per la Killary Harbour e per i paesaggi, Leenaun è anche oggetto di interesse per geologi, data la vasta e varia presenza di rocce vulcaniche, metamorfiche e di altro tipo, e naturalisti.
La cittadina è stata il posto dove è stato girato il film Il campo (The Field, 1990).